# Los exterminadores del más allá contra la rubia del baño
Los exterminadores del más allá contra la rubia del baño es una película perteneciente al género de comedia de terror brasileña, lanzada el 29 de noviembre de 2018. Dirigida por Fabricio Bittar, escrita por Danilo Gentili, Fabrício Bittar y Andrew Catarinacho, y protagonizada por Danilo Gentili, Léo Lins, Murilo Couto, Dani Calabresa y Pietra Quintela.
Es una película del género "terrir" y surgió de una colaboración entre Fabrício Bittar (Director y Guionista) y Danilo Gentili (Presentador y actor), poco después de la producción de la primera película de la misma asociación: "Cómo convertirse en el peor estudiante en la escuela ".

## Argumento
Tres youtubers fallidos, con la ayuda de su camarógrafo, que dicen ser expertos en luchar y exterminar seres sobrenaturales, deciden conquistar la fama en Internet de una vez por todas. Después de un extraño caso de posesión demoníaca en una escuela local, los "cazadores embrujados" hasta ahora son provocados por una firma baja hecha por los estudiantes de la escuela, atendida por el director Nogueira. Es el espíritu de una niña de 13 años con cabello rubio que murió de una manera desconocida y persigue los baños de las escuelas de todo el país: la rubia en el baño.

## Elenco
| Actor / Actriz     | Personaje         |
| ------------------ | ----------------- |
| Danilo Gentili     | Jack              |
| Murilo Couto       | Túlio             |
| Léo Lins           | Fred              |
| Pietra Quintela    | Loira do Banheiro |
| Matheus Ueta       | Daniel            |
| Jean Paulo Campos  | Renato            |
| Sikêra Júnior      | Nogueira          |
| Bárbara Bruno      | Professora Helena |
| Antônio Tabet      | Professor Ricardo |
| Marcela Tavares    | Professora Renata |
| Bri Fiocca         | Maria             |
| Francisco Carvalho | Wagner            |
| Digão Ribeiro      | Conan             |

### Participaciones especiales
| Actor / Actriz    | Personaje  |
| ----------------- | ---------- |
| Ratinho           | Carnicero  |
| Dani Calabresa    | Caroline   |
| Luciana Gimenez   | ella misma |
| Sérgio Mallandro  | el mismo   |
| Diogo Portugal    | el mismo   |
| Celso Portiolli   | el mismo   |
| Igor Guimarães    | el mismo   |
| Ronnie Von        | el mismo   |
| Hermano Henning   | el mismo   |
| Boris Casoy       | el mismo   |
| Nelson Rubens     | el mismo   |
| Vinicius Henrique | el mismo   |
| Marcão do Povo    | el mismo   |
| Diguinho Coruja   | el mismo   |
| Roger Moreira     | el mismo   |
| Marcos Kleine     | el mismo   |
| Bacalhau          | el mismo   |
| Mingau            | el mismo   |

## Serie
Una serie inspirada en la película titulada solo como Los exterminadores del más allá  ("Os Exterminadores do Além"), producida por Warner y Clube Filmes está en la fase de grabación. La serie contará con parte del elenco original de la película. Aparentemente, la serie continuará la historia del equipo de los exterminadores. La señal al final de la película original indica que el éxito de los exterminadores ha sido totalmente destruido y que los "héroes" tendrán mayores problemas, no solo con las criaturas sobrenaturales, sino también con las autoridades. La serie se estrenó en 2020 y se transmitió en el canal Warner.